# BV De Graafschap in het seizoen 2024/25 (vrouwen)
Het seizoen 2024/25 is het eerste jaar in het bestaan van het Doetinchemse vrouwenvoetbalelftal van De Graafschap. De club komt uit in de Vrouwen Eerste divisie en neemt ook deel aan het toernooi om de KNVB Beker.

## Selectie en technische staf

### Selectie
| Nr.             | Nat.               | Naam             | Competitie  | Competitie  | Beker       | Beker       | Totaal      | Totaal      | Seizoen bij De Graafschap | Vorige club      | Contract            |
| Nr.             | Nat.               | Naam             | W           | Goal        | W           | Goal        | W           | Goal        | Seizoen bij De Graafschap | Vorige club      | Contract            |
| Doelvrouwen     | Doelvrouwen        | Doelvrouwen      | Doelvrouwen | Doelvrouwen | Doelvrouwen | Doelvrouwen | Doelvrouwen | Doelvrouwen | Doelvrouwen               | Doelvrouwen      | Doelvrouwen         |
| --------------- | ------------------ | ---------------- | ----------- | ----------- | ----------- | ----------- | ----------- | ----------- | ------------------------- | ---------------- | ------------------- |
| 1               | Vlag van Nederland | Ella Kers        | 11          | 0           | 0           | 0           | 11          | 0           | 1e                        | Jeugd            | 30 juni 2026        |
| 16              | Vlag van Nederland | Linden Alkema    | 13          | 0           | 1           | 0           | 14          | 0           | 1e                        | FC Twente        | 30 juni 2025        |
| ?               | Vlag van Nederland | Yara Menting     | 0           | 0           | 0           | 0           | 0           | 0           | 1e                        | Jeugd            | Contractloos        |
| Verdedigsters   |                    |                  |             |             |             |             |             |             |                           |                  |                     |
| 2               | Vlag van Nederland | Chayenne Mulder  | 24          | 0           | 0           | 0           | 24          | 0           | 1e                        | FC Twente        | 30 juni 2026        |
| 3               | Vlag van Nederland | Rachel Kleine    | 18          | 2           | 1           | 0           | 19          | 2           | 1e                        | Excelsior        | 30 juni 2026        |
| 4               | Vlag van Nederland | Lotte Jansen     | 14          | 0           | 0           | 0           | 14          | 0           | 1e                        | SV Zulte Waregem | 30 juni 2025        |
| 5               | Vlag van Nederland | Annemijn Hakkers | 8           | 0           | 1           | 0           | 9           | 0           | 1e                        | Jeugd            | 30 juni 2026        |
| 15              | Vlag van Nederland | Inge Bolder      | 20          | 0           | 1           | 0           | 21          | 0           | 1e                        | Jeugd            | 30 juni 2026        |
| 18              | Vlag van Nederland | Lijne Klees      | 6           | 0           | 1           | 0           | 7           | 0           | 1e                        | Jeugd            | 30 juni 2026        |
| 23              | Vlag van Nederland | Isa Hubers       | 3           | 0           | 1           | 0           | 4           | 0           | 1e                        | Jeugd            | 30 juni 2025        |
| 25              | Vlag van Nederland | Rafa Rothmann    | 20          | 0           | 1           | 0           | 21          | 0           | 1e                        | Jeugd            | 30 juni 2026        |
| 27              | Vlag van Nederland | Tess Alkema      | 2           | 0           | 0           | 0           | 2           | 0           | 1e                        | Jeugd            | 30 juni 2025        |
| 31              | Vlag van Nederland | Dewi Snippe      | 10          | 9           | 0           | 0           | 10          | 9           | 1e                        | sc Heerenveen    | 30 juni 2025 (huur) |
| Middenveldsters |                    |                  |             |             |             |             |             |             |                           |                  |                     |
| 6               | Vlag van Nederland | Bibi van Engen   | 7           | 2           | 0           | 0           | 7           | 2           | 1e                        | FC Twente        | 30 juni 2025        |
| 8               | Vlag van Nederland | Kee Hubert       | 17          | 0           | 1           | 0           | 18          | 0           | 1e                        | Jeugd            | 30 juni 2026        |
| 10              | Vlag van Nederland | Lotte Masseling  | 20          | 2           | 1           | 0           | 21          | 2           | 1e                        | FC Twente        | 30 juni 2025        |
| 12              | Vlag van Nederland | Jinke Wagenmans  | 8           | 0           | 1           | 0           | 9           | 0           | 1e                        | Jeugd            | 30 juni 2025        |
| 17              | Vlag van Nederland | Anne Tijink      | 23          | 0           | 0           | 0           | 23          | 0           | 1e                        | Quick '20        | 30 juni 2025        |
| 21              | Vlag van Nederland | Zoey Verheij     | 17          | 0           | 1           | 0           | 18          | 0           | 1e                        | Jeugd            | 30 juni 2026        |
| 22              | Vlag van Nederland | Kim Joosten      | 7           | 2           | 0           | 0           | 7           | 2           | 1e                        | VV Eldenia       | 30 juni 2026        |
| 24              | Vlag van Nederland | Britt Reisner    | 15          | 0           | 0           | 0           | 15          | 0           | 1e                        | Jeugd            | 30 juni 2025        |
| Aanvalsters     |                    |                  |             |             |             |             |             |             |                           |                  |                     |
| 7               | Vlag van Nederland | Sterre Visser    | 24          | 7           | 1           | 0           | 25          | 7           | 1e                        | Jeugd            | 30 juni 2026        |
| 9               | Vlag van Nederland | Sam Roddenhof    | 24          | 13          | 1           | 0           | 25          | 13          | 1e                        | FC Twente        | 30 juni 2026        |
| 11              | Vlag van Nederland | Milou Zeijseink  | 14          | 0           | 1           | 0           | 15          | 0           | 1e                        | Jeugd            | 30 juni 2025        |
| 14              | Vlag van Nederland | Noni-Rose Joseph | 21          | 5           | 0           | 0           | 21          | 5           | 1e                        | Jeugd            | 30 juni 2026        |
| 19              | Vlag van Nederland | Linde Geltink    | 9           | 0           | 0           | 0           | 9           | 0           | 1e                        | Jeugd            | 30 juni 2025        |
| 20              | Vlag van Nederland | Maud Reijenga    | 17          | 4           | 1           | 0           | 18          | 4           | 1e                        | Jeugd            | 30 juni 2026        |
| Nr.             | Nat.               | Naam             | W           | Goal        | W           | Goal        | W           | Goal        | Seizoen bij De Graafschap | Vorige club      | Contract            |
| Nr.             | Nat.               | Naam             | Competitie  | Competitie  | Beker       | Beker       | Totaal      | Totaal      | Seizoen bij De Graafschap | Vorige club      | Contract            |

### Legenda
| # | Reden                                          |
| - | ---------------------------------------------- |
|   | Heeft de club in het lopende seizoen verlaten. |

### Technische staf
| Naam                | Functie      |
| ------------------- | ------------ |
| Timo Kleinhesselink | Hoofdtrainer |

## Transfers

### Zomer

#### Aangetrokken 2024/25
| Nat.               | Naam            | Van              | Contract     | Bijzonderheden |
| ------------------ | --------------- | ---------------- | ------------ | -------------- |
| Vlag van Nederland | Linden Alkema   | FC Twente        | 30 juni 2025 |                |
| Vlag van Nederland | Bibi van Engen  | FC Twente        | 30 juni 2025 |                |
| Vlag van Nederland | Lotte Jansen    | SV Zulte Waregem | 30 juni 2025 |                |
| Vlag van Nederland | Kim Joosten     | VV Eldenia       | 30 juni 2025 |                |
| Vlag van Nederland | Rachel Kleine   | Excelsior        | 30 juni 2025 |                |
| Vlag van Nederland | Lotte Masseling | FC Twente        | 30 juni 2025 |                |
| Vlag van Nederland | Chayenne Mulder | FC Twente        | 30 juni 2025 |                |
| Vlag van Nederland | Sam Roddenhof   | FC Twente        | 30 juni 2025 |                |
| Vlag van Nederland | Anne Tijink     | Quick '20        | 30 juni 2025 |                |

### Jeugdopleiding

#### Aangetrokken
| Nat.               | Naam             | Contract     | Bijzonderheden |
| ------------------ | ---------------- | ------------ | -------------- |
| Vlag van Nederland | Tess Alkema      | 30 juni 2025 |                |
| Vlag van Nederland | Inge Bolder      | 30 juni 2025 |                |
| Vlag van Nederland | Linde Geltink    | 30 juni 2025 |                |
| Vlag van Nederland | Annemijn Hakkers | 30 juni 2025 |                |
| Vlag van Nederland | Isa Hubers       | 30 juni 2025 |                |
| Vlag van Nederland | Kee Hubert       | 30 juni 2025 |                |
| Vlag van Nederland | Noni-Rose Joseph | 30 juni 2025 |                |
| Vlag van Nederland | Ella Kers        | 30 juni 2025 |                |
| Vlag van Nederland | Lijne Klees      | 30 juni 2025 |                |
| Vlag van Nederland | Maud Reijenga    | 30 juni 2025 |                |
| Vlag van Nederland | Britt Reisner    | 30 juni 2025 |                |
| Vlag van Nederland | Rafa Rothmann    | 30 juni 2025 |                |
| Vlag van Nederland | Zoey Verheij     | 30 juni 2025 |                |
| Vlag van Nederland | Sterre Visser    | 30 juni 2025 |                |
| Vlag van Nederland | Jinke Wagenmans  | 30 juni 2025 |                |
| Vlag van Nederland | Milou Zeijseink  | 30 juni 2025 |                |

### Winter

#### Aangetrokken 2024/25
| Nat.               | Naam        | Van           | Bijzonderheden |
| ------------------ | ----------- | ------------- | -------------- |
| Vlag van Nederland | Dewi Snippe | sc Heerenveen | Huur           |

#### Vertrokken 2024/25
| Nat. | Naam | Naar | Bijzonderheden |
| ---- | ---- | ---- | -------------- |
|      |      |      |                |

## Wedstrijdstatistieken

### Oefenwedstrijden[24]
| Oefenwedstrijd 1                                                                        | Jong FC Twente                                                    | 2 – 3                      | De Graafschap                                                  | Opstelling De Graafschap |
| 13 augustus 2024 Aanvangstijd: 15.00 uur Plaats: Oldenzaal Sportpark 't Venterinck      | Onbekend pen'                                                     | Wedstrijdverslag           | Sam Roddenhof Sterre Visser                                    | Onbekend                 |
| Oefenwedstrijd 2                                                                        | De Graafschap                                                     | 0 – 5                      | Excelsior                                                      | Opstelling De Graafschap |
| 17 augustus 2024 Aanvangstijd: 14.00 uur Plaats: Loil Sportpark De Korenakker           |                                                                   | Wedstrijdverslag           | Onbekend                                                       |                          |
| Oefenwedstrijd 3                                                                        | Sparta Rotterdam                                                  | 4 – 1 (2 – 0)              | De Graafschap                                                  | Opstelling De Graafschap |
| 21 augustus 2024 Aanvangstijd: 18.00 uur Plaats: Krimpen aan de Lek Sportpark Dilettant | Jade Linthorst Indi van Dalen pen' Dina Ahannach Romy Van der Lee | Wedstrijdverslag           | Onbekend                                                       | Onbekend                 |
| ING Belofentoernooi                                                                     | Jong Excelsior                                                    | 0 –3                       | De Graafschap                                                  | Opstelling De Graafschap |
| 24 augustus 2024 Aanvangstijd: - Plaats: Loil Sportpark De Korenakker                   |                                                                   | Wedstrijdverslag           | Linde Geltink Sterre Visser Maud Reijenga                      | Onbekend                 |
| ING Belofentoernooi                                                                     | De Graafschap                                                     | 0 – 0 (0 – 0)              | Jong sc Heerenveen                                             | Opstelling De Graafschap |
| 24 augustus 2024 Aanvangstijd: - Plaats: Loil Sportpark De Korenakker                   |                                                                   | Wedstrijdverslag           |                                                                | Onbekend                 |
| ING Belofentoernooi                                                                     | Sparta Rotterdam                                                  | 0 – 2                      | De Graafschap                                                  | Opstelling De Graafschap |
| 24 augustus 2024 Aanvangstijd: - Plaats: Loil Sportpark De Korenakker                   |                                                                   | Wedstrijdverslag           | Kim Joosten Maud Reijenga                                      | Onbekend                 |
| ING Belofentoernooi                                                                     | De Graafschap                                                     | 0 – 0 (4 – 1 na penalty's) | Jong AZ                                                        | Opstelling De Graafschap |
| 24 augustus 2024 Aanvangstijd: - Plaats: Loil Sportpark De Korenakker                   | Britt Reisner Noni-Rose Joseph Anne Tijink Maud Reijenga          | Wedstrijdverslag           | Gemiste strafschop · Gescoord met penalty · Gemiste strafschop | Onbekend                 |
| Oefenwedstrijd 4                                                                        | Schalke 04                                                        | 2 – 3                      | De Graafschap                                                  | Opstelling De Graafschap |
| 28 augustus 2024 Aanvangstijd: 14.00 uur Plaats: Gelsenkirchen Ernst-Kuzorra Weg 1      | Onbekend                                                          | Wedstrijdverslag           | Zoey Verheij Sam Roddenhof Kee Hubert                          | Onbekend                 |
| Oefenwedstrijd 5                                                                        | De Graafschap                                                     | 0 – 4 (0 – 2)              | Jong FC Utrecht                                                | Opstelling De Graafschap |
| 31 augustus 2024 Aanvangstijd: 12.00 uur Plaats: Doetinchem Sportcomplex De Bezelhorst  |                                                                   | Wedstrijdverslag           | Onbekend                                                       | Onbekend                 |
| Oefenwedstrijd 5                                                                        | Go Ahead Eagles MO20                                              | 0 – 4                      | De Graafschap                                                  | Opstelling De Graafschap |
| 13 oktober 2024 Aanvangstijd: Onbekend Plaats: Deventer                                 |                                                                   |                            | Maud Reijenga Milou Zeijseink Britt Reisner Linde Geltink      | Onbekend                 |
| Oefenwedstrijd 6                                                                        | NAC Breda                                                         | 1 – 2                      | De Graafschap                                                  | Opstelling De Graafschap |
| 4 april 2025 Aanvangstijd: Onbekend Plaats: Breda Sportpark Heksenwiel                  | Onbekend                                                          |                            | Onbekend                                                       | Onbekend                 |

### Eerste divisie

#### Najaarscompetitie
|       | Jong Excelsior | Jong Feyenoord | Jong Fortuna Sittard | Jong sc Heerenveen | NAC Breda | Jong PEC Zwolle |
| ----- | -------------- | -------------- | -------------------- | ------------------ | --------- | --------------- |
| Thuis | 1 – 1          | 1 – 1          | 4 – 0                | 2 – 1              | 0 – 2     | 1 – 1           |
| Uit   | 2 – 2          | 1 – 0          | 2 – 0                | 2 – 2              | 4 – 1     | 1 – 1           |

| Speelronde 1                                                                         | De Graafschap                                                                               | 1 –1 (0 – 1)     | Jong Excelsior                                                       | Opstelling De Graafschap |      |
| 7 september 2024 Aanvangstijd: 15.00 uur Plaats: Doetinchem Sportpark De Bezelhorst  | Sterre Visser 58'                                                                           | Wedstrijdverslag | Sofie van Lelieveld                                                  | L. Alkema, Tijink ( Klees), Mulder, Kleine, Bolder, Van Engen, Hubert ( Verheij), Masseling, Visser ( Reisner), Roddenhof ( Geltink), Reijenga ( Hubers)                               |      |
| Speelronde 2                                                                         | Jong sc Heerenveen                                                                          | 2 – 2 (0 – 1)    | De Graafschap                                                        | Opstelling De Graafschap |      |
| 14 september 2024 Aanvangstijd: 17.00 uur Plaats: Oudehaske Sportpark P. Bultsma     | Onbekend                                                                                    | Wedstrijdverslag | Bibi van Engen Sterre Visser                                         | L. Alkema, Tijink, Mulder, Bolder, Joosten ( 70' Rothmann), Van Engen, Hubert, Masseling ( 79' Zeijseink), Reijenga ( 46' Joseph), Roddenhof ( 79' T. Alkema), Visser ( 79' Wagenmans) |      |
| Speelronde 3                                                                         | De Graafschap                                                                               | 1 – 1 (0 – 1)    | Jong Feyenoord                                                       | Opstelling De Graafschap |      |
| 21 september 2024 Aanvangstijd: 17.30 uur Plaats: Doetinchem Sportpark De Bezelhorst | Maud Reijnga                                                                                | Wedstrijdverslag | Onbekend                                                             | Alkema, Rothmann ( 53' Klees), Mulder, Kleine, Tijink, Van Engen, Verheij ( 70' Wagenmans), Masseling ( 63' Reisner), Joseph ( 53' Reijenga), Roddenhof, Visser ( 70' Zeijseink)       |      |
| Speelronde 4                                                                         | NAC Breda                                                                                   | 4 – 1 (2 – 0)    | De Graafschap                                                        | Opstelling De Graafschap |      |
| 28 september 2024 Aanvangstijd: 17.15 uur Plaats: Breda Sportpark Heksenwiel         | Kamar Laamouz 15' Eva Nguyen 25', 76' Brigitte Franken 69' Kiki Heshof 69' Lynn Verhoef 86' | Wedstrijdverslag | 51' Maud Reijenga 81' Bibi van Engen 82' Kee Hubert 83' Zoey Verheij | Alkema, Rothmann ( 46' Klees), Mulder, Kleine, Bolder ( 46' Hubert), Van Engen, Tijink, Verheij, Reijenga ( 68' Zeijseink), Roddenhof ( 77' Reisner), Joseph ( 46' Visser)             |      |
| Speelronde 5                                                                         | De Graafschap                                                                               | 4 – 0 (3 – 0)    | Jong Fortuna Sittard                                                 | Opstelling De Graafschap |      |
| 5 oktober 2024 Aanvangstijd: 15.00 uur Plaats: Doetinchem Sportpark De Bezelhorst    | Sterre Visser 10', 59' Noni-Rose Joseph 11' Maud Reijenga 19'                               | Wedstrijdverslag |                                                                      | Alkema, Klees ( 63' Rothmann), Mulder, Kleine, Tijink ( 72' Hakkers), Van Engen, Verheij ( 72' Wagenmans), Joseph ( 79' Geltink), Visser, Roddenhof, Reijenga ( 63' Zeijseink)         |      |
| Speelronde 6                                                                         | Speelronde 6                                                                                | Vrij             | Vrij                                                                 | Vrij | Vrij |
| Speelronde 7                                                                         | Jong PEC Zwolle                                                                             | 1 – 1 (1 – 0)    | De Graafschap                                                        | Opstelling De Graafschap |      |
| 12 oktober 2024 Aanvangstijd: 17.15 uur Plaats: Zwolle Sportpark Be Quick '28        | Onbekend                                                                                    | Wedstrijdverslag | Sam Roddenhof                                                        | Alkema, Rothman ( 70' Bolder), Mulder, Kleine, Tijink ( 83' Reisner), Van Engen ( 63' Geltink), Verheij ( 45' Jansen), Hubert, Joseph, Roddenhof, Visser ( 70' Reijenga)               |      |
| Speelronde 8                                                                         | Jong Excelsior                                                                              | 2 – 2 (2 – 0)    | De Graafschap                                                        | Opstelling De Graafschap |      |
| 2 november 2024 Aanvangstijd: 11.30 uur Plaats: Rotterdam Van Donge & De Roo Stadion | Rachel Kleine e.d.' Linden Alkema e.d.'                                                     | Wedstrijdverslag | 54' Noni-Rose Joseph 85' Kim Joosten                                 | Alkema, Bolder, Mulder, Kleine, Jansen, Hubert, Tijink ( 46' Geltink), Verheij ( 68' Joosten), Visser, Roddenhof ( 81' Masseling), Joseph                                              |      |
| Speelronde 9                                                                         | De Graafschap                                                                               | 2 – 1 (2 – 1)    | Jong sc Heerenveen                                                   | Opstelling De Graafschap |      |
| 9 november 2024 Aanvangstijd:19.00 uur Plaats: Doetinchem Stadion De Vijverberg      | Noni-Rose Joseph Sam Roddenhof 42'                                                          | Wedstrijdverslag | 5' River Waterham                                                    | Alkema, Bolder, Kleine, Mulder, Jansen ( Joosten), Hubert ( Van Engen), Joseph, Verheij ( Masseling), Tijink ( Reijenga), Roddenhof ( Rothmann), Visser                                |      |
| Speelronde 10                                                                        | Jong Feyenoord                                                                              | 1 – 0 (0 – 0)    | De Graafschap                                                        | Opstelling De Graafschap |      |
| 16 november 2024 Aanvangstijd: 14.30 uur Plaats: Rotterdam Sportcomplex Varkenoord   | Onbekend                                                                                    | Wedstrijdverslag |                                                                      | Kers, Tijink, Bolder, Mulder ( 75' Rothmann), Jansen, Hubert, Verheij ( 70' Joosten), Masseling ( 60' Joseph, Visser ( 75' Reisner), Reijenga ( 60' Geltink)                           |      |
| Speelronde 11                                                                        | De Graafschap                                                                               | 0 – 2 (0 – 2)    | NAC Breda                                                            | Opstelling De Graafschap |      |
| 23 november 2024 Aanvangstijd: 15.00 uur Plaats: Doetinchem Sportpark De Bezelhorst  | Rafa Rothmann 49'                                                                           | Wedstrijdverslag | 38' (e.d.) Anne Tijink 45+6' Brigitte Franken                        | Alkema, Tijink ( 65' Hakkers), Bolder, Mulder, Jansen ( 46' Rotmann), Hubert, Verheij ( 80' Wagenmans, Visser ( 65' Geltink), Roddenhof, Joosten ( 20' Joseph)                         |      |
| Speelronde 12                                                                        | Jong Fortuna Sittard                                                                        | 2 – 0 (1 – 0)    | De Graafschap                                                        | Opstelling De Graafschap |      |
| 30 november 2024 Aanvangstijd: 17.00 uur Plaats: Sittard Sportpark de Krao           | Onbekend                                                                                    | Wedstrijdverslag | Inge Bolder Lotte Jansen                                             | Kers, Tijink, Mulder, Bolder, Jansen, Masseling, Joseph ( 46' Rothman), Hubert, Zeijsink, Roddenhof, Visser                                                                            |      |
| Speelronde 13                                                                        | Speelronde 13                                                                               | Vrij             | Vrij                                                                 | Vrij | Vrij |
| Speelronde 14                                                                        | De Graafschap                                                                               | 1 – 1 (0 – 1)    | Jong PEC Zwolle                                                      | Opstelling De Graafschap |      |
| 14 december 2024 Aanvangstijd: 15.00 uur Plaats: Doetinchem Stadion De Vijverberg    | Lotte Masseling 85'                                                                         | Wedstrijdverslag | Onbekend                                                             | Kers, Tijink, Bolder, Mulder ( 82' Zeijseink), Hakkers ( 72' Hubers), Hubert, Verheij ( 72' Reisner), Masseling, Reijenga ( 56' Visser), Roddenhof, Joseph ( 82' Wagenmans)            |      |

#### Voorjaarscompetitie
|       | Jong AZ | Jong Excelsior | Jong Fortuna Sittard | Jong sc Heerenveen | Jong PEC Zwolle | Jong Telstar |
| ----- | ------- | -------------- | -------------------- | ------------------ | --------------- | ------------ |
| Thuis | 1 – 2   | 2 – 0          | 2 – 3                | 5 – 1              | 4 – 0           | 1 – 1        |
| Uit   | 3 – 1   | 0 – 2          | 0 – 1                | 0 – 8              | 0 – 5           | 0 – 1        |

| Speelronde 1                                                                       | De Graafschap                                                                  | 2 – 3 (1 – 2)    | Jong Fortuna Sittard                                                                                                 | Opstelling De Graafschap |
| 18 januari 2025 Aanvangstijd: 15.00 uur Plaats: Doetinchem Sportpark De Bezelhorst | Sam Roddenhof                                                                  | Wedstrijdverslag | 13' Onbekend 32' Onbekend 57' Onbekend                                                                               | Kers, Rothmann ( 46' Kleine), Mulder, Bolder ( 71' Reijenga), Tijink, Hubert, Masseling, Verheij ( 46' Reisner), Visser, Roddenhof, Joseph                                   |
| Speelronde 2                                                                       | Jong Excelsior                                                                 | 0 – 2 (0 – 0)    | De Graafschap | Opstelling De Graafschap |
| 1 februari 2025 Aanvangstijd: 11.30 uur Plaats: Rotterdam Sportpark Woudestein     |                                                                                | Wedstrijdverslag | 54' Sam Roddenhof 74' Sterre Visser                                                                                  | Kers, Rothmann ( 87' Wagenmans), Mulder, Bolder, Hakkers ( 62' Tijink), Hubert, Masseling ( 85' Zeijseink), Reisner ( 62' Verheij), Visser ( 85' Geltink), Roddenhof, Joseph |
| Speelronde 3                                                                       | De Graafschap                                                                  | 4 – 0 (2 – 0)    | Jong PEC Zwolle | Opstelling De Graafschap |
| 8 februari 2025 Aanvangstijd: 15.00 uur Plaats: Doetinchem Sportpark De Bezelhorst | Dewi Snippe 24' Sterre Visser 38' Sam Roddenhof 46' Noni-Rose Joseph 53' (pen) | Wedstrijdverslag | | Kers, Rothmann ( 80' Zeijsink), Mulder, Bolder, Tijink ( 72' Jansen), Hubert ( 46' Verheij), Masseling, Joseph, Visser ( 80' Wagenmans), Roddenhof, Snippe ( 72' Reijenga)   |
| Speelronde 4                                                                       | Jong AZ                                                                        | 3 – 1 (1 – 0)    | De Graafschap | Opstelling De Graafschap |
| 22 februari 2025 Aanvangstijd: 12.00 uur Plaats: Alkmaar Sportpark Robonsbosweg    | Onbekend                                                                       | Wedstrijdverslag | 82' Dewi Snippe | Kers, Tijink, Bolder, Mulder, Hakkers, Hubert, Joseph, Masseling, Visser, Roddenhof, Snippe Invalsters: Verheij, Kleine, Jansen, Rothmann, Reisner                           |
| Speelronde 5                                                                       | De Graafschap                                                                  | 5 – 1 (3 – 0)    | Jong sc Heerenveen                                                                                                   | Opstelling De Graafschap |
| 1 maart 2025 Aanvangstijd: 15.00 uur Plaats: Doetinchem Sportpark De Bezelhorst    | Dewi Snippe 7', 45' Sam Roddenhof 22', 67', 78'                                | Wedstrijdverslag | 54' River Waterham                                                                                                   | Kers, Rafa Rothman ( Kleine), Mulder, Inge Bolder, Tijink ( Jansen, Hubert ( Zeijseink), Masseling, Joseph, Visser ( Reijenga, Roddenhof, Snippe ( Wagenmans)                |
| Speelronde 6                                                                       | Jong Telstar                                                                   | 0 – 1 (0 – 0)    | De Graafschap | Opstelling De Graafschap |
| 8 maart 2025 Aanvangstijd: 14.30 uur Plaats: Velsen-Zuid 711 Stadion               |                                                                                | Wedstrijdverslag | 72' Dewi Snippe) | Alkema, Rothmann ( 76' Hakkers), Kleine, Jansen, Tijink, Mulder, Masseling, Joseph, Visser, Roddenhof ( 80' Zeijseink), Snippe                                               |
| Speelronde 7                                                                       | Jong Fortuna Sittard                                                           | 0 – 1 (0 – 0)    | De Graafschap | Opstelling De Graafschap |
| 22 maart 2025 Aanvangstijd: 15.00 uur Plaats: Sittard Sportpark De Krao            |                                                                                | Wedstrijdverslag | 75' Dewi Snippe | Kers, Tijink, Kleine, Mulder, Jansen ( 76' Bolder), Hubert ( 76' Rothmann), Masseling, Joseph ( 86' Verheij), Snippe ( 80' Reijenga), Roddenhof ( 86' Reisner), Visser       |
| Speelronde 8                                                                       | De Graafschap                                                                  | 2 – 0 (1 – 0)    | Jong Excelsior | Opstelling De Graafschap |
| 5 april 2025 Aanvangstijd: 14.00 uur Plaats: Doetinchem Stadion De Vijverberg      | Sam Roddenhof 19' Kee Hubert 68'                                               | Wedstrijdverslag | | Alkema, Tijink ( 60' Rothmann), Mulder ( 60' Bolder), Kleine, Jansen ( 83' Klees), Hubert, Joseph, Masseling ( 73' Reisner], Snippe ( 73' Reijenga), Roddenhof, Visser       |
| Speelronde 9                                                                       | Jong PEC Zwolle                                                                | 0 – 5 (0 – 1)    | De Graafschap | Opstelling De Graafschap |
| 19 april 2025 Aanvangstijd: 17.15 uur Plaats: Zwolle Sportpark Be Quick            |                                                                                | Wedstrijdverslag | 33', 73' Dewi Snippe 77' Lotte Masseling 90' Maud Reijenga 94' Rachel Kleine                                         | Alkema, Rothamn ( 68' Tijink), Kleine, Bolder, Jansen, Hubert, Masseling ( 79' Reijenga), Joseph ( 68' Mulder), Visser ( 80' Reisner), Roddenhof ( 79' Zeijseink), Snippe)   |
| Speelronde 10                                                                      | De Graafschap                                                                  | 1 – 2 (0 – 1)    | Jong AZ | Opstelling De Graafschap |
| 3 mei 2025 Aanvangstijd: 15.00 uur Plaats: Doetinchem Sportpark De Bezelhorst      | Chayenne Mulder 38' Rachel Kleine 68' 78' Anne Tijink 78'                      | Wedstrijdverslag | 10' 21' Danae van Zuijlen 38' Gina Maatman 46' Fien Schuit 53' Macy Vader 77' Jet Snoek 80' Ilse Cramer              | Kers, Rothman, Kleine, Bolder, Tijink ( 82' Zeijseink), Mulder ( 62' Hakkers), Masseling, Joseph ( 82' Reisner), Visser ( 76' Reijenga), Roddenhof, Snippe                   |
| Speelronde 11                                                                      | sc Heerenveen                                                                  | 0 – 8 (0 – 5)    | De Graafschap | Opstelling De Graafschap |
| 17 mei 2025 Aanvangstijd: 17.15 uur Plaats: Heerenveen Sportpark P Bultsma         |                                                                                | Wedstrijdverslag | 18', 43', 49' Sam Roddenhof 26' Sterre Visser 28' Noni-Rose Joseph 39' Dewi Snippe 89' Maud Reijenga 89' Kim Joosten | Kers, Rothmann ( Klees), Kleine ( Verheij), Bolder, Tijink, Mulder, Joseph, Masseling ( Reisner), Snippe ( Reijenga), Roddenhof ( Joosten), Visser)                          |
| Speelronde 12                                                                      | De Graafschap                                                                  | 1 – 1 (0 – 0)    | Telstar | Opstelling De Graafschap |
| 24 mei 2025 Aanvangstijd: 15.00 uur Plaats: Doetinchem Sportpark De Bezelhorst     | Milou Zeijseink 54'                                                            | Wedstrijdverslag | 58' Noelle Janmaat                                                                                                   | L. Alkema, Klees, Hubers Hakkers ( Mulder ( Verheij), Reisner ( T. Alkema), Masseling), Snippe ( Geltink), Roddenhof ( Zeijseink), Reijeng                                   |

### KNVB Beker
| Zestiende Finales                                                       | SV Saestum                             | 3 – 0 (3 – 0)    | De Graafschap | Opstelling De Graafschap |
| 28 januari 2025 Aanvangstijd: 20.00 uur Plaats: Zeist Sportpark Saestum | Samira van Otterloo Lynn van den Akker | Wedstrijdverslag |               | L. Alkema, Rothmann, Bolder, Kleine ( Klees ( Wagenmans), Hubert ( Verheij), Masseling, Visser ( Hubers), Roddenhof, Reijenga ( Zeijseink) |

## Statistieken De Graafschap 2024/2025

### Eindstand De Graafschap in de najaarscompetitie van de Nederlandse Eerste divisie 2024 / 2025
| Stand | Gespeeld | Gewonnen | Gelijk | Verloren | Punten | Doelpunten voor | Doelpunten tegen | Gele kaarten | Rode kaarten |
| ----- | -------- | -------- | ------ | -------- | ------ | --------------- | ---------------- | ------------ | ------------ |
| 4e    | 12       | 2        | 6      | 4        | 12     | 15              | 17               |              | 2            |

### Tussenstand De Graafschap in de voorjaarscompetitie van de Nederlandse Eerste divisie 2024 / 2025
| Stand | Gespeeld | Gewonnen | Gelijk | Verloren | Punten | Doelpunten voor | Doelpunten tegen | Gele kaarten | Rode kaarten |
| ----- | -------- | -------- | ------ | -------- | ------ | --------------- | ---------------- | ------------ | ------------ |
| 2e    | 12       | 8        | 1      | 3        | 26     | 33              | 10               | 3            | 0            |

### Topscorers
| #              | Naam             | Goal |
| -------------- | ---------------- | ---- |
| 1.             | Sterre Visser    | 4    |
| 2.             | Noni-Rose Joseph | 3    |
| 3.             | Bibi van Engen   | 2    |
| 3.             | Maud Reijenga    | 2    |
| 3.             | Sam Roddenhof    | 2    |
| 6.             | Kim Joosten      | 1    |
| 6.             | Lotte Masseling  | 1    |
| Eigen doelpunt |                  |      |
|                |                  |      |
| Totaal         | Totaal           | 15   |

| #              | Naam             | Goal |
| -------------- | ---------------- | ---- |
| 1.             | Sam Roddenhof    | 11   |
| 2.             | Dewi Snippe      | 9    |
| 3.             | Sterre Visser    | 3    |
| 4.             | Noni-Rose Joseph | 2    |
| 4.             | Rachel Kleine    | 2    |
| 4.             | Maud Reijenga    | 2    |
| 7.             | Kee Hubert       | 1    |
| 7.             | Kim Joosten      | 1    |
| 7.             | Lotte Masseling  | 1    |
| 7.             | Milou Zeijseink  | 1    |
| Eigen doelpunt |                  |      |
|                |                  |      |
| Totaal         | Totaal           | 33   |

| # | Naam | Goal |
| - | ---- | ---- |
|   | Geen |      |

| #      | Naam            | Goal |
| ------ | --------------- | ---- |
| 1.     | Maud Reijenga   | 3    |
| 1.     | Sterre Visser   | 3    |
| 2.     | Linde Geltink   | 2    |
| 2.     | Sam Roddenhof   | 2    |
| 4.     | Kee Hubert      | 1    |
| 4.     | Kim Joosten     | 1    |
| 4.     | Britt Reisner   | 1    |
| 4.     | Zoey Verheij    | 1    |
| 4.     | Milou Zeijseink | 1    |
| Totaal | Totaal          | 15   |

### Kaarten
| #      | Naam            | Kreeg geel |
| ------ | --------------- | ---------- |
| 1.     | Kee Hubert      | 1          |
| 1.     | Rachel Kleine   | 1          |
| 1.     | Chayenne Mulder | 1          |
| 1.     | Maud Reijenga   | 1          |
| 1.     | Rafa Rothmann   | 1          |
| 1.     | Anne Tijink     | 1          |
| 1.     | Zoey Verheij    | 1          |
| Totaal | Totaal          | 7          |

| #      | Naam         | Kreeg voor de tweede keer geel en dus rood |
| ------ | ------------ | ------------------------------------------ |
| 1.     | Lotte Jansen | 1                                          |
| Totaal | Totaal       | 1                                          |

| #      | Naam        | Weggestuurd |
| ------ | ----------- | ----------- |
| 1.     | Inge Bolder | 1           |
| Totaal | Totaal      | 1           |

## Voetnoten
Jong ADO Den Haag · Jong Ajax · Jong AZ · Jong Excelsior Rotterdam · Jong Feyenoord · Jong Fortuna Sittard · De Graafschap · Jong sc Heerenveen · NAC Breda · Jong PEC Zwolle · Jong PSV · Sparta Rotterdam · Jong Telstar · Jong FC Twente · Jong FC Utrecht